# 나, 츠시마
나, 츠시마(俺、つしま, Ore, Tsushima)는 오푸노쿄다이의 일본 만화 시리즈이다. 2017년 7월부터 만화 트위터 계정을 통해 온라인으로 연재되었으며 쇼가쿠칸에서 단행본 4권으로 수집되었다. 팬웍스와 스페이스 네로 컴퍼니가 제작한 애니메이션 TV 시리즈는 Super Animeism 블록에서 2021년 7월 3일부터 9월 18일까지 방영되었다. AQUA ARIS가 제작한 오리지널 넷 애니메이션(ONA) 애니메이션 시리즈도 2021년 7월 5일부터 출시되었다.